# Estevão Leitão de Carvalho
Estêvão Leitão de Carvalho, (Penedo, 6 de abril de 1881 — Rio de Janeiro, 29 de novembro de 1970) foi um marechal do Exército Brasileiro e escritor brasileiro.

## Livros publicados
Publicou diversas obras sobre assuntos militares e sobre temas políticos e econômicos com os quais esteve pessoalmente envolvido:
- Notas sobre a infantaria alemã (1913);
- Guia para o ensino da avaliação de distancias à simples vista (1914);
- A conferência do desarmamento (1936);
- Petróleo: salvação ou desgraça do Brasil? (1950);
- A paz do Chaco, como foi efetuada no campo de batalha (1956);
- Dever militar e política partidária (1959);
- Memórias de um soldado legalista (6v., 1961-1964);
- Memórias de um general reformado (1967).

## Homenagens recebidas
No Rio de Janeiro, existe uma escola municipal no bairro do Engenho da Rainha, batizada de Escola Municipal Marechal Estevão Leitão de Carvalho.